# Поломская (деревня)
Поломская — деревня в Кирово-Чепецком районе Кировской области. Входит в Поломское сельское поселение

## География
Расположено на берегу реки Малая Просница. 
В деревне 2 улицы : Луговая и Прудная.
географическое положение
В километре к востоку от центра сельского поселения села Полом.. Расстояние до районного центра города Кирово-Чепецк — 32 км.
Близнаходящиеся населённые пункты (стрелка — направление, расстояния в километрах — по прямой)
- с. Полом (← 1.5 км)
- д. Поповка (← 1.8 км)
- д. Гостево (↙ 1.8 км)
- д. Семинцы (↑ 1.9 км)
- д. Шиляевская (↘ 1.9 км)
- д. Мусники (← 2.5 км)
- д. Летовцы (↙ 2.8 км)
- д. Ванихинцы (↖ 2.8 км)
- д. Рязановская (↑ 3 км)
- д. Сунгуровская (↗ 3 км)
- д. Косые (↖ 3 км)
- д. Мамаевщина (↑ 3.5 км)
- д. Помелы (↘ 3.7 км)
- д. Крюковская (↗ 3.7 км)
- д. Малый Перелаз (← 3.8 км)
- д. Прокудино 2-е (↗ 3.8 км)
- д. Прокудино (↑ 3.9 км)
- д. Копытово (← 4.1 км)
- д. Киселевская (↓ 4.1 км)
- д. Пихтовец (→ 4.1 км)

## История
Первое упоминание деревни относится к переписи 1671 года. Первоначальное название деревни Ивана Созонтова. Текущее название деревня приобрела в 1926 году.

## Население
| 2010 |
| ---- |
| 36   |

## Инфраструктура
Личное подсобное хозяйство.

## Транспорт
Просёлочные дороги.